# Callangate
Callangate är ett berg i sydöstra Peru i Quispicanchi, i Cusco. Berget är en av de högsta topparna i bergskedjan Cordillera Vilcanota, som är en förlängning av cordillera Oriental, en gren av bergskedjorna i Anderna. Bergstoppen, täckt av permanent snö och omfattande glaciärer, når altituden 6110 m ö.h.. Avsmältningen från berget ger upphov till små vattendrag som rinner ut i Urubambaflodens flodbäcken.

## Geologi
Callangate är liksom alla Andernas berg geologiskt sett "unga" berg och har uppstått genom subduktion av den tektoniska Nazcaplattan under den Sydamerikanska kontinentalplattan.

## Apu
Under inkatiden var Callangate tillsammans med Ausangate en av de mest betydande religiösa objekten för invånarna. Dess branta utlöpare och toppar av berg och is, gjorde berget till en verklig ”Gud”, en tradition som sträcker sig ända in i våra dagar. Befolkningen som bor i dess närhet anser berget heligt och gör årliga pilgrimsfärder till berget. Callangate bestegs första gången 1953, av en grupp alpinister bestående av tyskarna H.Harner, H. Steinmetz, F. Marz y J. Wellenkamp, från DAV, författare till den första boken om Vilcanota Perú.